# Lajos Sántha
Lajos Sántha   (Csorvás, 13 de juliol de 1915 - Budapest, 21 de juny de 1992) va ser un gimnasta artístic hongarès que va competir durant les dècades de 1940 i 1950.
El 1948 va prendre part en els Jocs Olímpics de Londres, on disputà vuit proves del programa de gimnàstica. Guanyà la medalla de bronze en el concurs complet per equips, mentre en les proves individuals destaca la quarta posició en la barra fixa. Quatre anys més tard, als Jocs de Hèlsinki, tornà a disputar vuit proves del programa de gimnàstica. Destaca la sisena posició en la prova del concurs complet per equips.